# غواص أحمر الحنجرة

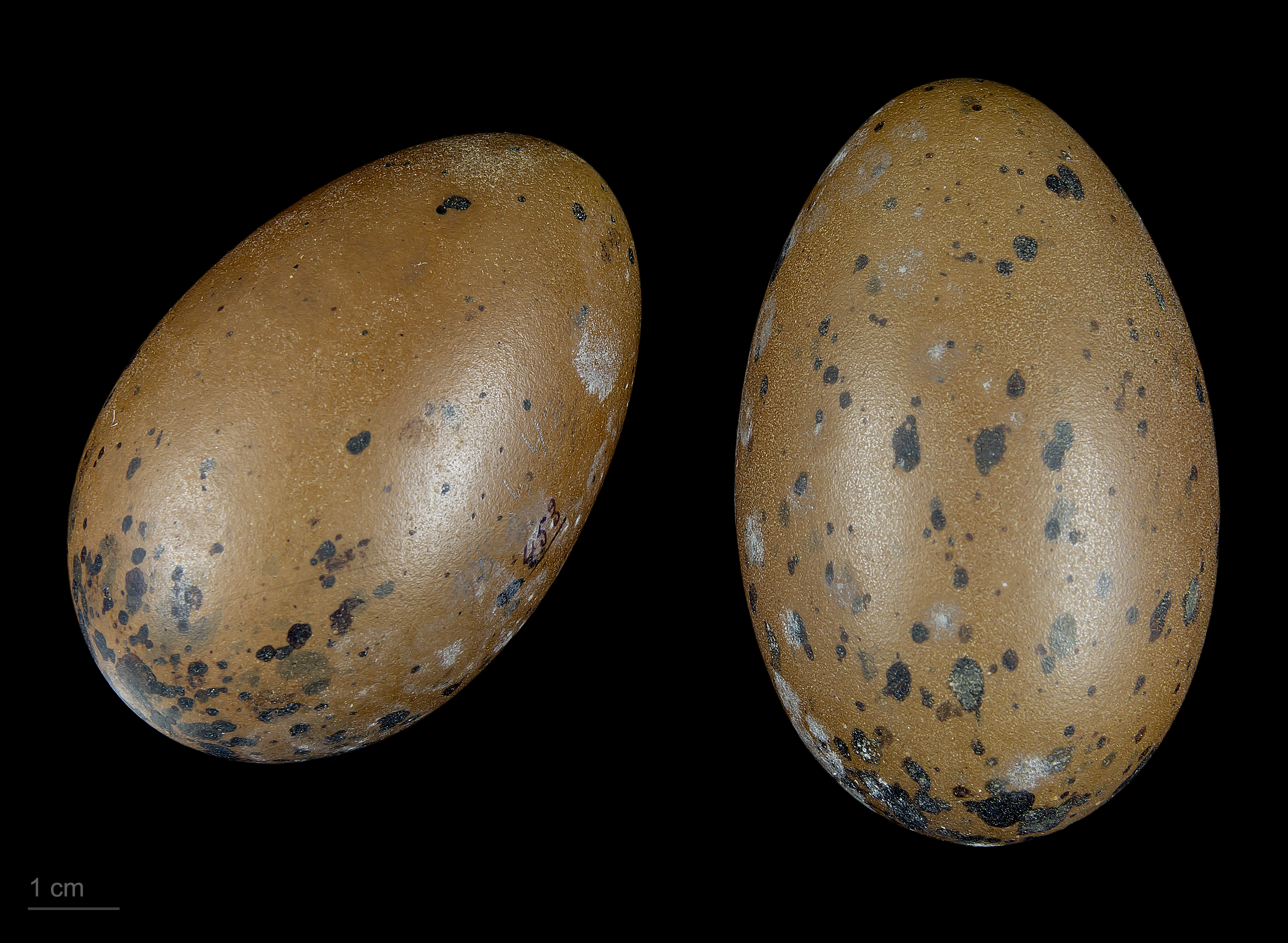
Gavia stellata

غواص أحمر الحنجرة أو غواص نجمي أو سماك أحمر الحنجرة (الاسم العلمي: Gavia stellata) (بالإنجليزية: Red-throated Loon)‏ هو نوع من الطيور يتبع جنس الغواص من الفصيلة الغواصية.